# ميناء خور الزبير
ميناء خور الزبير تأسس في عام 1974، على خور الزبير في محافظة البصرة ويبعد عن مدينة البصرة مسافة 80 كيلومتر.
ويتكون الميناء من أربعة أقسام رئيسية هي:
- الأقسام الفنية
- أقسام الشحن
- أقسام التفريغ
- الأقسام الإدارية

يستقبل ميناء خور الزبير البواخر التي تحمل موادا تجارية للتجار العراقيين وموادا تستوردها الحكومة العراقية، إذ يحتوي الميناء الذي يقع على مسافة (40كم) جنوب شرقي البصرة على تسعة أرصفة، ثلاثة منها جرى تخصيصها لتحميل النفط والأخريات لشحن وتفريغ كافة أنواع البضائع والسلع، لا سيما مفردات البطاقة التموينية والمواد التجارية الأخرى.
وكان الميناء يدار من قبل شركة ”ميرسك“ الدنماركية التي استمرت بإدارة عمل الميناء منذ سقوط النظام السابق في 9 نيسان/أبريل من عام 2003 وحتى 2 آذار/مارس من عام 2014 بعد تسليمه إلى إدارة الشركة العامة لموانىء العراق.